# Хаммерер, Хуберт
Хуберт Хаммерер (нем. Hubert Hammerer; 10 сентября 1925, Эгг, Форарльберг, Австрия — 24 марта 2017, Форарльберг, Австрия) — австрийский стрелок, победитель летних летних Олимпийских игр в Риме (1960).

## Спортивная карьера
Его отец в 1930-х годах также был участником международных соревнований по стрельбе. По его примеру он с 12 лет занялся этим видом спорта и в 17 лет установил молодежный рекорд Австрии в стрельбе из трех позиций. 
За годы стрелковой карьеры в общей сложности стал 43-кратным чемпионом Австрии. 
Отказался от участия в летних Олимпийских играх в Лондоне (1948), поскольку не смог найти соревновательного оружия. Игры в Хельсинки (1952) он также пропустил, из-за травмы на фрезерном станке он потерял большой палец, в Мельбурн (1956) не был номинирован.
В 1960 году на Олимпийских играх в Риме он завоевал золотую медаль в стрельбе из произвольной винтовки из трёх положений на 300 м. Это была единственная золотая медаль Австрии на этих Олимпийских играх. Также принял участие в соревнованиях по стрельбе из малокалиберной винтовки из трёх положений на 50 м, но стал лишь 11-м. В 1964 году участвовал в Олимпийских играх в Токио, но не смог завоевать медалей.
Также в 1958 году  становился чемпионом Европы по стрельбе из арбалета, в 1958 году был пятым на Кубке мира в стрельбе 300 метров из произвольной винтовки. 
В 1966 году закончил свою активную карьеру, работал мастером-плотником и являлся владельцем оружейного магазина в Эгге в Брегенцервальде. 
В 1974 году был награжден почётным знаком «За заслуги перед Австрийской Республикой».